# Кетчуп
Ке́тчуп — соус, основными составляющими которого являются томаты, уксус, сахар и специи (соль, красный и чёрный перец и другие). Под словом «кетчуп» обычно подразумевают томатный кетчуп, хотя существуют и другие виды этого соуса.

## Этимология
Рыбный соус с плодами был обнаружен английскими колонизаторами на территории современной Малайзии (возможно, будущего Сингапура), потому название было заимствовано от индонезийско-малайского kĕchap, с некоторым переозвучиванием в английском языке. В этимологических словарях приводятся следующие варианты заимствования:
1. На кантонском диалекте соус называется koechiap, на малайском и индонезийском — малайск. kĕchap, от кит. трад. 茄汁, пиньинь qiézhi, палл. цечжи, буквально: «сок баклажана»[5][6][7].
2. От англ. ketchup из китайского 鮭汁 (кит. kōe — «лосось» (или «сёмга») и tsiap — «соус»)[2].

## История

### Грибной кетчуп
В Великобритании исторически и первоначально кетчуп готовили с грибами в качестве основного ингредиента, а не с помидорами. Рецепты кетчупа начали появляться в британских, а затем и американских поваренных книгах в XVIII веке. Согласно Оксфордскому словарю английского языка, термин «кетчуп» впервые появился в 1682 году. В США грибной кетчуп датируется по крайней мере 1770 годом, его готовили британские колонисты в Тринадцати колониях. В наше время грибной кетчуп доступен в Великобритании, хотя он не является широко используемой приправой.

### Томатный кетчуп
Было создано множество вариаций кетчупа, но версия на основе томатов появилась лишь спустя примерно столетие после других видов.
Раньше других, в 1801 году, появился в печати рецепт Сэнди Эдисона. Позднее (в 1812 году) был опубликован рецепт Джеймса Миза. Ранний рецепт «Томатного кетчупа» от 1817 года включает анчоусы. К середине 1850-х годов анчоусы были исключены. В 1824 году рецепт кетчупа на основе томатов появляется в кулинарной книге Мэри Рэндольф «Домохозяйка из Вирджинии».
Модифицированный рецепт кетчупа, который широко распространён сейчас, появился в начале XX века в США в результате обсуждения необходимости применения консерванта бензоата натрия. Промышленники, в частности Генри Дж. Хайнц, производили кетчуп на основе густой томатной пасты, полученной вакуумным выпариванием без нагрева. В отличие от невыпаренного томатного сока, паста может долго храниться при комнатной температуре. Со временем густота стала самоценным свойством кетчупа, и для её достижения некоторые производители добавляют крахмал.
Кулинарный писатель В. В. Похлёбкин делит кетчупы на западноевропейский (для домашнего приготовления), английский (для промышленного приготовления) и китайский. Западноевропейский кетчуп сахара не содержит, при этом в Румынии и Венгрии сахар добавляют. Английский кетчуп содержит довольно много сахара, а также лук и сельдерей. Китайский кетчуп содержит корицу и больше уксуса, чем остальные варианты.

### Банановый кетчуп
Распространён на Филиппинах. Готовится из бананов, сахара, уксуса и специй. Его натуральный цвет — коричневато-жёлтый, но часто его окрашивают в красный, чтобы он напоминал томатный. Банановый кетчуп впервые был произведён на Филиппинах во время Второй мировой войны из-за нехватки помидоров, но сравнительно высокого производства бананов. Изобретение продукта приписывают филиппинскому технологу пищевой промышленности Марии Ороса.

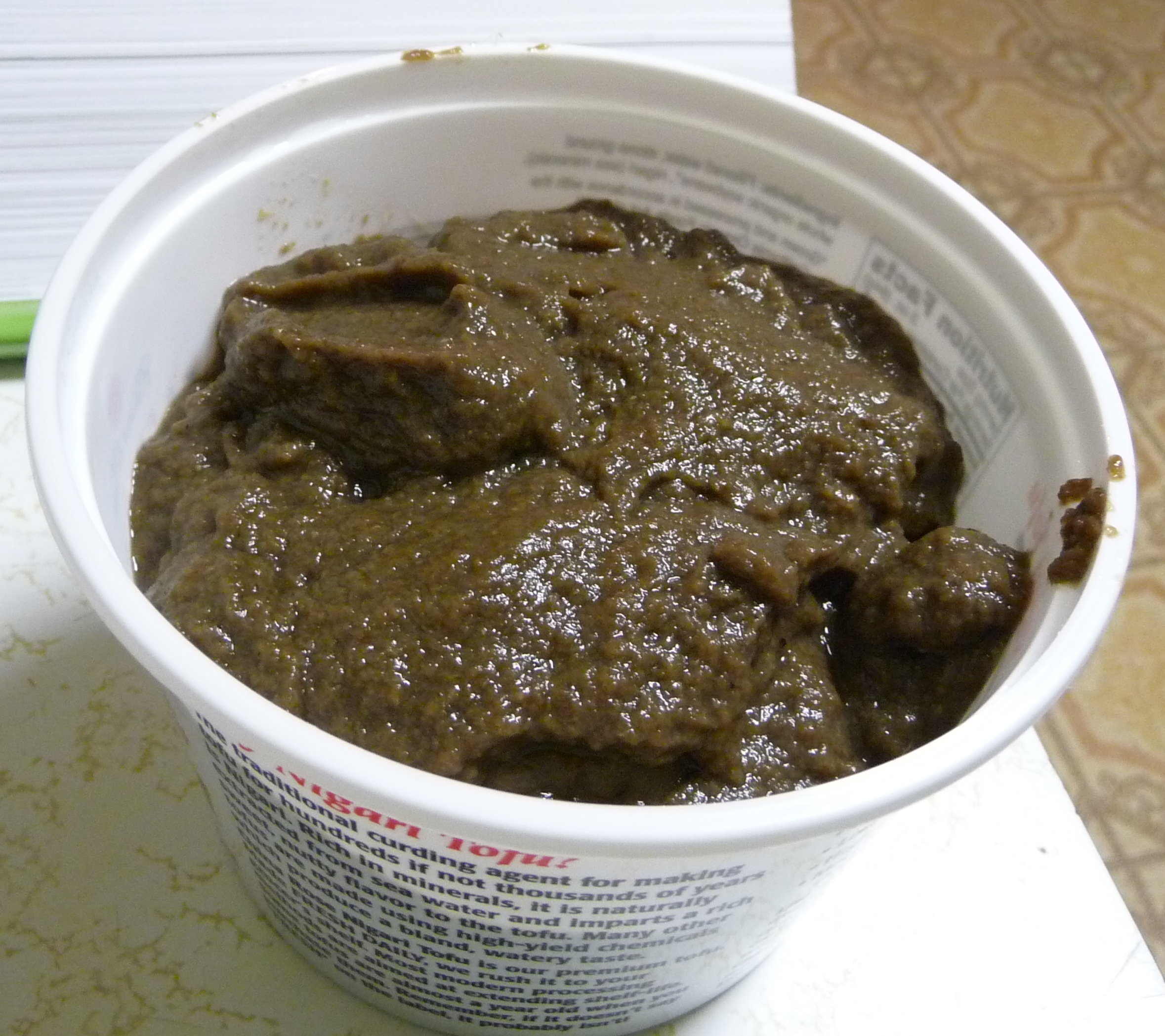
Домашний грибной кетчуп
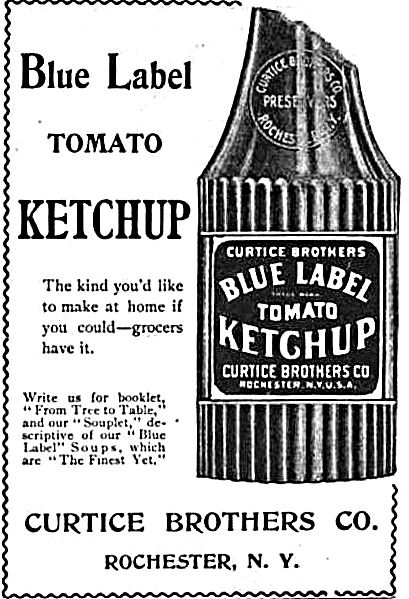
Реклама томатного кетчупа Blue Label, производитель — Curtice Brothers, 1898 год
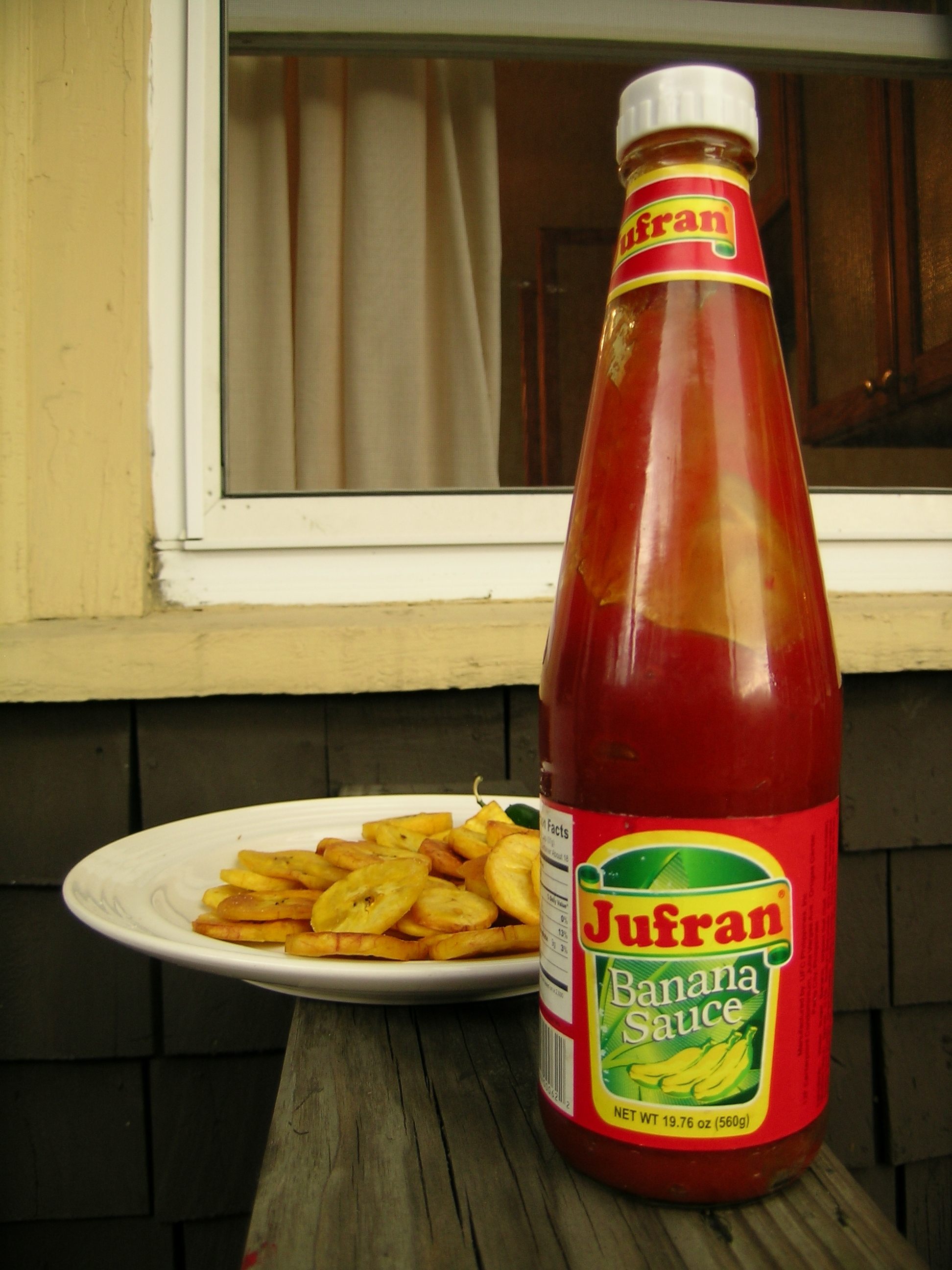
Банановый кетчуп бренда Jufran

## Распространение

### СССР

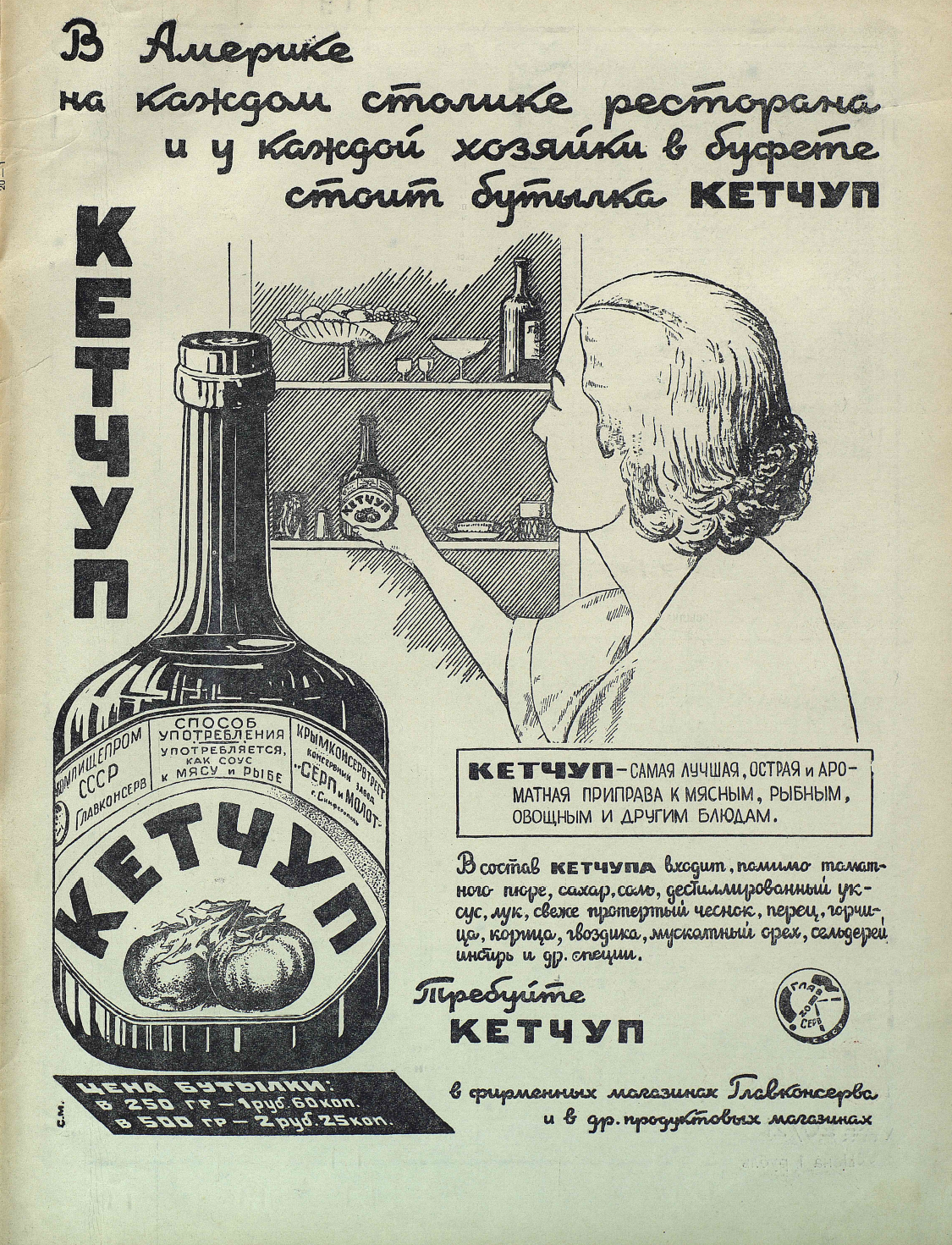
Реклама кетчупа в журнале «Огонёк», 1937 год

В 1936 году народный комиссар пищевой промышленности СССР Анастас Микоян в составе советской делегации находился два месяца в США с целью ознакомления с американским опытом и закупки оборудования, после чего «американский соус» появился в СССР. Кетчуп пропал из продажи во время Великой Отечественной войны и вернулся на прилавки в 1960-х, это был импортный болгарский кетчуп. В годы Перестройки кетчуп был в дефиците. В документальном фильме Александра Сокурова «Пример интонации» (1991) внучка Наины Ельциной задаёт ей вопрос — есть ли дома кетчуп. Борис Ельцин отвечает на вопрос внучки: «Ты где живёшь? В какой стране? Кетчуп. Нашла… соус-кетчуп. Чай-сахар есть — и то хорошо».

## Медицинские аспекты
Кетчуп, как и соус маринара, а также томатная паста, отличается высоким содержанием антиоксиданта ликопина.